# Melitaea austria
Melitaea austria är en fjärilsart som beskrevs av Felix Bryk 1940. Melitaea austria ingår i släktet Melitaea och familjen praktfjärilar. Inga underarter finns listade i Catalogue of Life.